# Jim Berney
Jim Berney ist ein Spezialeffektkünstler, der 2006 für den Film Die Chroniken von Narnia: Der König von Narnia in der Kategorie Beste visuelle Effekte für den Oscar nominiert wurde.

## Leben
Er machte sein Grundstudium im Bereich Informatik und Wirtschaftswissenschaft an der University of California, Irvine, studierte an der Königlich Technischen Hochschule Stockholm Computerarchitektur und machte seinen Master in der Fachrichtung Informatik an der California Polytechnic State University, San Luis Obispo. Danach arbeitete er drei Jahre für die Defense Advanced Research Projects Agency als ADA-Programmierer. Anschließend wechselte er zu dem auf Visuelle Effekte spezialisierten Unternehmen Metrolight, für das er an Filmen wie Batman Forever, Mortal Kombat und Alarmstufe: Rot 2 tätig war.
1996 wechselte er als VFX Supervisor zu Sony Pictures Imageworks, wo er an Filmen wie Starship Troopers, Stuart Little, Evolution und Matrix Reloaded mitwirkte. 2005 war er als Leiter für Visuelle Effekte an Die Chroniken von Narnia: Der König von Narnia beteiligt. Für diesen Film wurde er 2006 gemeinsam mit Dean Wright, Bill Westenhofer, und Scott Farrar in der Kategorie Beste visuelle Effekte für den Oscar nominiert. Im Jahr 2012 wechselte er als Leiter des Studios in Florida zu Digital Domain.

## Filmografie (Spezialeffekte)
- 1995: Batman Forever
- 1995: Mortal Kombat
- 1995: Alarmstufe: Rot 2 (Under Siege 2: Dark Territory)
- 1996: Marvin der Marsmensch in der Dritten Dimension (Marvin the Martian in the Third Dimension)
- 1997: Starship Troopers
- 1997: Contact
- 1997: Anaconda
- 1998: Godzilla
- 1999: Stuart Little
- 2000: Hollow Man – Unsichtbare Gefahr (Hollow Man)
- 2001: Harry Potter und der Stein der Weisen (Harry Potter and the Sorcerer's Stone)
- 2001: Evolution
- 2002: Der Herr der Ringe: Die zwei Türme (The Lord of the Rings: The Two Towers)
- 2002: Men In Black 2 (Men in Black II)
- 2003: Matrix Reloaded (The Matrix Reloaded)
- 2003: Matrix Revolutions (The Matrix Revolutions)
- 2004: Der Polarexpress (The Polar Express)
- 2005: Die Chroniken von Narnia: Der König von Narnia (The Chronicles of Narnia: The Lion, the Witch and the Wardrobe)
- 2007: I Am Legend
- 2008: Eagle Eye – Außer Kontrolle (Eagle Eye)
- 2011: Green Lantern